# Manning, Western Australia
För andra betydelser, se Manning.
Manning är en stadsdel i Perth i Australien. Den ligger i kommunen City of South Perth och delstaten Western Australia, nära centrala Perth.